# Форостенко Яків Данилович
Я́ків Дани́лович Форо́стенко (1911, Таганрог — 1972) — пілот-рекордсмен, заслужений майстер спорту СРСР з літакового спорту.

## Життєпис
Закінчивши ФЗУ, працював слюсарем, а потім помічником машиніста депо станції Таганрог. В 1931 по путівці комсомолу вступив в Центральну льотну школу ТСОАВІАХІМу.
Працював інструктором Полтавської школи пілотів та Полтавського аеродрому, встановив у 1950-х роках три всесоюзні та світові рекорди на пропелерних малих літаках, не перевершені упродовж наступних 20 років. Пізніше працював у Москві.